# Ругарија (Васлуј)
Ругарија (рум. Rugăria) насеље је у Румунији у округу Васлуј у општини Воинешти. Oпштина се налази на надморској висини од 338 m.

## Становништво
Према подацима из 2002. године у насељу је живело 68 становника, од којих су сви румунске националности.